# Pauline Félicité de Mailly-Nesle
Pauline Félicité de Mailly-Nesle (Párizs, 1712. február 11. – Párizs, 1741. szeptember 9.), francia nemes kisasszony, udvarhölgy XV. Lajos francia király egyik hivatalos szeretője.

## Élete
1712-ben jött világra, Louis de Mailly (Nesle és Mailly márkija, Oránia hercege) és Armande Félice de La Porte Mazarin öt lánya közül a másodikként. A szülők 1709-ben kötöttek egymással házasságot.
Anyai nagyapja nem más volt, mint Paul Jules de La Porte (Mazarin és La Meilleraye hercege, akinek édesanyja Hortense Mancini volt, Jules Mazarin bíboros egyik unokahúga)
Pauline-nak, akit hajadonként csak Nesle úrnőjeként ismert környezete, négy édestestvére született:
- Louise Julie (1710-1751), apja legidősebb örököseként Mailly grófnője és úrnője
- Diane Adélaïde (1713. február 11 - 1760. február 20.), Montcavrel úrnője és Lauraguais hercegnéje
- Hortense Félicité (1715-1763), Chalon úrnője és Flavacourt márkinéja
- Marie Anne (1717. október 5 - 1744. december 8.), Monchy úrnője és La Tournelle márkinéjav valamint Châteauroux hercegnéje

Az öt lánynak 1725-ben született még egy féltestvére is, Henriette de Bourbon, anyjuk szeretőjétől, Louis Henri de Bourbontól, Bourbon és Condé hercegétől.
1738-ban Pauline levelet írt nővérének, Louise-nak, aki akkor már XV. Lajos francia király szeretőinek sorába emelkedett az udvarnál. Kérte testvérét, hogy őt is hívja meg Versailles-ba, ami végül meg is történt. Pauline bemutatkozott az udvarnál, s szép fokozatosan elcsábította nővérétől a királyt, aki állítólag nagyon beleszeretett. Nesle úrnője így válhatott nővérét követve Lajos második hivatalos királyi ágyasává, vagyis ő is „maîtresse en titre” lett. A fülig szerelmes Lajos pazar ajándékokkal kényeztette újdonsült szeretőjét, többek között Pauline-nak adományozta a szemkápráztató Choisy-le-Roi kastélyt is, melynek dekorációja és bútorai az épület felújítása után ezüst és kék színben pompáztak.
Ahhoz azonban, hogy Nesle kisasszony legalább némiképp tiszteletreméltó tagjává válhasson a francia udvarnak, férjhez kellett őt adnia a királynak, méghozzá egy olyan nemesemberhez, aki hajlandó a látszat kedvéért beleegyezni ebbe a névházasságba. Az uralkodó hamarosan meg is találta kedvese számára a megfelelő hitvest, ezért Pauline 1739. szeptember 28-án, körülbelül 27 évesen nőül ment a nála 8 évvel fiatalabb Jean Baptiste Félix Hubert de Vintimille márkihoz, Luc grófjához. A márki igen elnézően viselte újdonsült neje és Lajos intim kapcsolatát, hiszen a király rangos címekkel és jól jövedelmező, hatalmas, szép birtokokkal kívánta kárpótolni őt a házastársi büszkeségén esett foltért.
Az esküvő után Vintimille csendben visszavonult egyik vidéki birtokára, miközben az udvarban hagyta nejét, hadd szórakoztassa Lajost nap mint nap. Pauline rövid időn belül várandós lett őfelségétől. A kortársak úgy jellemezték Pauline-t, hogy sokkal magasabb, hangosabb és szellemesebb volt, mint nővére, Louise, azonkívül jóval ambiciózusabb természet volt, mint testvére. A márkiné erős vonzalmat táplált a nagy vagyon és a politikai befolyás megszerzése iránt, arrogáns viselkedése pedig gyorsan ellenszenvet ébresztett iránta a többi udvaronc és a francia nép szemében is.
Pauline azonban nem sokáig élvezhette a királyi ágyas státusszal együtt járó kiváltságokat, ugyanis első gyermeke, egy kisfiú születése közben meghalt, 1741-ben. Halálát a szülés alatt fellépő hirtelen görcsroham okozta. A fiatalasszony csupán 29 évet élt. Egyetlen gyermeke a Louis nevet kapta, apja, a király után, s az uralkodó elismerte őt törvényes fiának. Ő lett Luc hercege, s mivel külsőleg úgy hasonlított XV. Lajosra, apja csak úgy becézte őt, hogy „Demi-Louis”, vagyis „Kicsi Lajos”. Louis az anyai nagynénjénél, Louise-nál nőtt fel, s a király végig fizette a gyermek neveléséhez szükséges kiadásokat, viszont sajnos nem sokszor látogatta meg fiát.
Pauline holtteste először Versailles-ban, a Lit-de-parade nevű épületbe került, ám az őrök, akik aznap este őrizték, otthagyták a koporsót és inkább lerészegedtek a város utcáin. A mozgolódó csőcselék ekkor betört az épületbe, s gúnyosan azt írták a koporsóra, hogy: „A király szajhája”. XV. Lajost és Pauline nővérét, Louise-t is nagyon megrázta az asszony hirtelen halála. Louise utána azt mondta, bűnbocsánatot akar nyerni, ezért vállalja, hogy katolikus szokás szerint a templomban megmossa a szegény, nincstelen emberek lábát.
Az öt Nesle-nővér közül csak Hortense nem lett XV. Lajos szeretője. Louise után jött Pauline, Pauline után Diane, Diane után pedig Marie Anne. Marie Anne volt az, aki négyük közül a leginkább hatással volt Lajosra, és a legnagyobb politikai befolyásra tett szert a francia udvarban.
XV. Lajos későbbi híres kegyencnője, Madame de Pompadour azt szerette volna, ha leánya, Alexandrina hozzámegy majd Luc hercegéhez, a király azonban nem egyezett bele.